# U18-Europamästerskapet i handboll för herrar 2010
U18-europamästerskapet i handboll för herrar 2010, arrangerad av EHF, var en handbollsturnering för ungdomslandslag med spelare födda 1992 eller senare. Mästerskapet spelades i Podgorica och Niksic i Montenegro under perioden 12 augusti-22 augusti 2010.  Segrade gjorde Kroatien, efter att ha besegrat Spanien i finalen.

## Kvalificerade länder
| - Montenegro (som arrangör) - Tyskland (som segrare U18-EM 2008) - Danmark - Island - Kroatien - Norge - Portugal - Polen | - Ryssland - Spanien - Serbien - Schweiz - Slovenien - Slovakien - Sverige - Tjeckien |

## Hallar
- Podgorica - Sporstki Centar Moraca
- Nikšić - Sportski Centar Niksic

## Gruppindelning
Efter lottning spelade följande länder i grupperna:
| Grupp A                              | Grupp B                                    | Grupp C                                      | Grupp D                                   |
| ------------------------------------ | ------------------------------------------ | -------------------------------------------- | ----------------------------------------- |
| - Kroatien - Norge - Polen - Sverige | - Danmark - Ryssland - Serbien - Slovakien | - Montenegro - Portugal - Spanien - Tyskland | - Island - Slovenien - Schweiz - Tjeckien |

## Gruppspel[3]
|  | Lag som avancerar till mellanrundan |

### Grupp A
| Lag      | S | V | O | F | GM | IM | MS  | P |
| -------- | - | - | - | - | -- | -- | --- | - |
| Kroatien | 3 | 3 | 0 | 0 | 82 | 70 | +12 | 6 |
| Sverige  | 3 | 2 | 0 | 1 | 74 | 65 | +9  | 4 |
| Polen    | 3 | 1 | 0 | 2 | 70 | 85 | −15 | 2 |
| Norge    | 3 | 0 | 0 | 3 | 75 | 81 | −6  | 0 |

| Datum      | Spelplats |          |          | Resultat | Typ av match |
| ---------- | --------- | -------- | -------- | -------- | ------------ |
| 12 augusti | Podgorica | Norge    | Sverige  | 21 – 22  | Gruppspel    |
| 12 augusti | Podgorica | Kroatien | Polen    | 26 – 23  | Gruppspel    |
| 13 augusti | Podgorica | Polen    | Norge    | 29 – 28  | Gruppspel    |
| 13 augusti | Podgorica | Sverige  | Kroatien | 21 – 26  | Gruppspel    |
| 15 augusti | Podgorica | Norge    | Kroatien | 26 – 30  | Gruppspel    |
| 15 augusti | Podgorica | Sverige  | Polen    | 31 – 18  | Gruppspel    |

### Grupp B
| Lag       | S | V | O | F | GM | IM | MS  | P |
| --------- | - | - | - | - | -- | -- | --- | - |
| Serbien   | 3 | 3 | 0 | 0 | 92 | 77 | +15 | 6 |
| Danmark   | 3 | 2 | 0 | 1 | 88 | 79 | +9  | 4 |
| Ryssland  | 3 | 1 | 0 | 2 | 83 | 89 | −6  | 2 |
| Slovakien | 3 | 0 | 0 | 3 | 71 | 89 | −18 | 0 |

| Datum      | Spelplats |           |           | Resultat | Typ av match |
| ---------- | --------- | --------- | --------- | -------- | ------------ |
| 12 augusti | Podgorica | Danmark   | Slovakien | 30 – 23  | Gruppspel    |
| 12 augusti | Podgorica | Serbien   | Ryssland  | 34 – 26  | Gruppspel    |
| 13 augusti | Podgorica | Ryssland  | Danmark   | 27 – 33  | Gruppspel    |
| 13 augusti | Podgorica | Slovakien | Serbien   | 26 – 29  | Gruppspel    |
| 15 augusti | Podgorica | Danmark   | Serbien   | 25 – 29  | Gruppspel    |
| 15 augusti | Podgorica | Slovakien | Ryssland  | 22 – 30  | Gruppspel    |

### Grupp C
| Lag        | S | V | O | F | GM | IM | MS  | P |
| ---------- | - | - | - | - | -- | -- | --- | - |
| Tyskland   | 3 | 3 | 0 | 0 | 86 | 73 | +13 | 6 |
| Spanien    | 3 | 2 | 0 | 1 | 80 | 70 | +10 | 4 |
| Portugal   | 3 | 1 | 0 | 2 | 69 | 79 | −10 | 2 |
| Montenegro | 3 | 0 | 0 | 3 | 73 | 86 | −13 | 0 |

| Datum      | Spelplats |            |            | Resultat | Typ av match |
| ---------- | --------- | ---------- | ---------- | -------- | ------------ |
| 12 augusti | Niksic    | Spanien    | Portugal   | 24 – 15  | Gruppspel    |
| 12 augusti | Niksic    | Tyskland   | Montenegro | 26 – 23  | Gruppspel    |
| 13 augusti | Niksic    | Portugal   | Tyskland   | 26 – 29  | Gruppspel    |
| 13 augusti | Niksic    | Montenegro | Spanien    | 24 – 32  | Gruppspel    |
| 15 augusti | Niksic    | Tyskland   | Spanien    | 31 – 24  | Gruppspel    |
| 15 augusti | Niksic    | Montenegro | Portugal   | 26 – 28  | Gruppspel    |

### Grupp D
| Lag       | S | V | O | F | GM  | IM  | MS | P |
| --------- | - | - | - | - | --- | --- | -- | - |
| Slovenien | 3 | 3 | 0 | 0 | 101 | 93  | +8 | 6 |
| Schweiz   | 3 | 1 | 1 | 1 | 87  | 81  | +6 | 3 |
| Island    | 3 | 1 | 0 | 2 | 96  | 104 | −8 | 2 |
| Tjeckien  | 3 | 0 | 1 | 2 | 99  | 105 | −6 | 1 |

| Datum      | Spelplats |           |           | Resultat | Typ av match |
| ---------- | --------- | --------- | --------- | -------- | ------------ |
| 12 augusti | Nikšić    | Slovenien | Island    | 34 – 31  | Gruppspel    |
| 12 augusti | Niksic    | Schweiz   | Tjeckien  | 27 – 27  | Gruppspel    |
| 13 augusti | Niksic    | Tjeckien  | Slovenien | 35 – 37  | Gruppspel    |
| 13 augusti | Niksic    | Island    | Schweiz   | 24 – 33  | Gruppspel    |
| 15 augusti | Niksic    | Slovenien | Schweiz   | 30 – 27  | Gruppspel    |
| 15 augusti | Niksic    | Island    | Tjeckien  | 41 – 37  | Gruppspel    |

## Mellanrundan
Gruppspelsresultat mellan lag som kvalificerade sig för mellanrundan togs med. 
|  | Lag som avancerar till semifinal |

### Grupp M1
| Lag      | S | V | O | F | GM | IM | MS  | P |
| -------- | - | - | - | - | -- | -- | --- | - |
| Danmark  | 3 | 2 | 0 | 1 | 86 | 73 | +13 | 4 |
| Kroatien | 3 | 2 | 0 | 1 | 80 | 70 | +10 | 4 |
| Sverige  | 3 | 1 | 0 | 2 | 69 | 79 | −10 | 2 |
| Serbien  | 2 | 0 |   | 2 | 73 | 86 | −13 | 0 |

| Datum      | Spelplats |          |          | Resultat | Typ av match |
| ---------- | --------- | -------- | -------- | -------- | ------------ |
| 17 augusti | Podgorica | Sverige  | Danmark  | 30 – 31  | Mellanrundan |
| 17 augusti | Podgorica | Kroatien | Serbien  | 26 – 21  | Mellanrundan |
| 18 augusti | Podgorica | Danmark  | Kroatien | 28 – 23  | Mellanrundan |
| 18 augusti | Podgorica | Sverige  | Serbien  | 31 – 23  | Mellanrundan |

### Grupp M2
| Lag       | S | V | O | F | GM | IM | MS  | P |
| --------- | - | - | - | - | -- | -- | --- | - |
| Tyskland  | 3 | 2 | 0 | 1 | 86 | 73 | +13 | 4 |
| Spanien   | 3 | 2 | 0 | 1 | 80 | 70 | +10 | 4 |
| Slovenien | 3 | 1 | 0 | 2 | 69 | 79 | −10 | 2 |
| Schweiz   | 2 | 0 |   | 2 | 73 | 86 | −13 | 0 |

| Datum      | Spelplats |          |           | Resultat | Typ av match |
| ---------- | --------- | -------- | --------- | -------- | ------------ |
| 17 augusti | Niksic    | Spanien  | Schweiz   | 23 – 21  | Mellanrundan |
| 17 augusti | Niksic    | Tyskland | Slovenien | 27 – 20  | Mellanrundan |
| 18 augusti | Niksic    | Schweiz  | Tyskland  | 29 – 24  | Mellanrundan |
| 18 augusti | Niksic    | Spanien  | Slovenien | 24 – 23  | Mellanrundan |

## Slutspel
|  | Semifinaler            | Semifinaler            |    |                        | Final                  | Final |  |
|  |                        |                        |    |                        |                        |       |  |
|  | 20 augusti – Podgorica |                        |    |                        |                        |       |  |
|  | Danmark                | 25                     |    |                        |                        |       |  |
|  | Spanien                | 27                     |    |                        |                        |       |  |
|  |                        |                        |    |                        |                        |       |  |
|  |                        |                        |    |                        | 22 augusti – Podgorica |       |  |
|  |                        |                        |    |                        | Spanien                | 26    |  |
|  |                        | Kroatien               | 27 |                        |                        |       |  |
|  |                        |                        |    |                        |                        |       |  |
|  |                        |                        |    |                        |                        |       |  |
|  |                        |                        |    |                        | Bronsmatch             |       |  |
|  | 20 augusti – Podgorica | 20 augusti – Podgorica |    | 22 augusti – Podgorica | 22 augusti – Podgorica |       |  |
|  | Tyskland               | 20                     |    | Danmark                | 28                     |       |  |
|  | Kroatien               | 25                     |    |                        | Tyskland               | 27    |  |

### Semifinaler
| Fredag 20 augusti 2010 17:30 | Danmark                 | 25 – 27 (10-13) | Spanien                        | Sport Center Moraca, Podgorica Publik: 500 Domare: |
| Fredag 20 augusti 2010 17:30 | Langerhuus 11, Larsen 5 |                 | Dujshebaev 9, Reixach I Prat 4 | Sport Center Moraca, Podgorica Publik: 500 Domare: |

| Fredag 20 juli 2010 20:00 | Tyskland         | 20 – 25 (9-11) | Kroatien         | Sport Center Moraca, Podgorica Publik: 600 Domare: |
| Fredag 20 juli 2010 20:00 | Feld 4, Hansen 4 |                | Kaleb 11, Ivic 4 | Sport Center Moraca, Podgorica Publik: 600 Domare: |

### Bronsmatch
| Söndag 22 juli 2010 15:00 | Danmark                | 28 – 27 efter förlängning (15-13) | Tyskland              | Sport Center Moraca, Podgorica Publik: 740 Domare: |
| Söndag 22 juli 2010 15:00 | Baagöe 7, Langerhuus 6 |                                   | Forstbauer 12, Feld 5 | Sport Center Moraca, Podgorica Publik: 740 Domare: |

### Final
| Söndag 22 juli 2010 17:30 | Spanien                          | 26 – 27 (13-11) | Kroatien          | Sport Center Moraca, Podgorica Publik: 1000 Domare: |
| Söndag 22 juli 2010 17:30 | Dujshebaev 7, Arino Bengoechea 5 |                 | Herceg 9, Kaleb 6 | Sport Center Moraca, Podgorica Publik: 1000 Domare: |

| U18-Europamästare: Kroatiens andra U18 EM-guld |

## Slutplaceringar
| 1  | Kroatien   |
| 2  | Spanien    |
| 3  | Danmark    |
| 4  | Tyskland   |
| 5  | Serbien    |
| 6  | Schweiz    |
| 7  | Sverige    |
| 8  | Slovenien  |
| 9  | Ryssland   |
| 10 | Polen      |
| 11 | Tjeckien   |
| 12 | Island     |
| 13 | Norge      |
| 14 | Portugal   |
| 15 | Montenegro |
| 16 | Slovakien  |

## Allstar-team[4]
| Position    | Namn              | Nationalitet |
| ----------- | ----------------- | ------------ |
| Målvakt     | Felix Storbeck    | Tyskland     |
| Vänstersexa | Victor Sáez       | Spanien      |
| Vänsternia  | Philipp Weber     | Tyskland     |
| Mittsexa    | Teo Čorić         | Kroatien     |
| Mittnia     | Ante Kaleb        | Kroatien     |
| Högernia    | Jonas Langerhuus  | Danmark      |
| Högersexa   | Daniel Pettersson | Sverige      |

## Andra utmärkelser
| Utmärkelse              | Namn                | Nationalitet |
| ----------------------- | ------------------- | ------------ |
| Mest värdefulla spelare | Ante Kaleb          | Kroatien     |
| Bästa försvarare        | Juan José Fernández | Spanien      |
| Främsta målgörare       | Kevin Jud           | Schweiz      |